# Henry Lytton
Sir Henry Lytton, pseudonimo di Henry Alfred Jones (Londra, 3 gennaio 1865 – Earl's Court, 15 agosto 1936), è stato un attore e cantante britannico, interprete di diverse operette ed opere di Gilbert e Sullivan.

## Le origini
Henry Lytton nacque con il nome di Henry Alfred Jones a Kensington il 3 gennaio 1865, figlio di Henry Jones, un gioielliere, e Martha Lavinia Harris. Da ragazzo frequentò la St. Mark's School di Chelsea dove cominciò a recitare e dove imparò a tirare di boxe, nello stesso periodo divenne solista nel coro della chiesa di St. Philip, sempre a Kensington. Quest'ultima parte viene tuttavia contestata da uno dei suoi biografi, Brian Jones, che sostiene invece che il giovane Henry lasciò la scuola a soli quattordici anni per andare a lavorare presso William Henry Hamilton Trood, un giovane artista che avrebbe dovuto insegnargli a dipingere e a scolpire. Suo padre sperava infatti che questo gli avrebbe fatto perdere interesse nel teatro. Sempre Jones ritiene probabile che Henry abbia conosciuto la sua futura moglie, Louie Henry, nome d'arte di Louisa Webber, nella parrocchia di St. Philip.

## Fra occupazione e disoccupazione
Nel 1879 Louie fu ingaggiata dalla compagnia di operetta di Florence St. John, ma decise di lasciare per aiutare la nascente carriera del futuro marito. Negli anni successivi Louise non cessò di occuparsi del lavoro di Henry, poiché questi era musicalmente quasi illetterato lei suonava il piano per aiutarlo nella preparazione dei ruoli, sia cantati, che recitati. Nel 1881 furono entrambi ingaggiati dal Philharmonic Theatre di Islington, apparendo in diverse opere fra cui The Obstinate Bretons di Dion Boucicault, successivamente lavorarono per Kate Santley al suo Royalty Theatre. Lì apparvero in Ixion, or the Man at the Wheel di Francis Burnand, ma ben presto il teatro dovette chiudere. Henry si riunì quindi alla compagnia della St. John ed ebbe un piccolo ruolo in Olivette al Avenue Theatre, ebbe poi modo di partecipare alla famosa pantomima Cinderella che andò in scena al Drury Lane.
Nei primi mesi del 1884 Henry e Louisa convolarono a nozze all'età di 19 anni lui e venti lei nella parrocchia di St. Mary Abbot di Kensington, la professione scelta da Henry era fortemente disapprovata dal padre e nessuno della famiglia assistette alla cerimonia.
Poco dopo il matrimonio, nel febbraio 1884 Louie si unì alla D'Oyly Carte Opera Company per interpretare il piccolo ruolo di Ada nella commedia di Gilbert e Sullivan Princess Ida accanto a Courtice Pounds e Fred Billington (1º luglio 1854-2 novembre 1917). Louie, spacciando Henry per il fratello, gli fece ottenere un'audizione ed egli ottenne dapprima un posto come corista e poi, avendo bisogno di un sostituto per un ruolo comico gli venne affidata la parte. Il tour di Princess Ida durò per circa un anno, durante il quale Henry fece anche qualche altro lavoro, nel gennaio 1885 Henry e la moglie divennero anche genitori per la prima volta con la nascita di Ida Louise Jones, Louie stette lontana dal lavoro solo poche settimane e poi tornò sul palco.
Dopo la chiusura di Princess Ida Henry e la moglie si unirono ad altri giovani attori formando una compagnia itinerante che portava in scena una commedia Masters and Servants, un dramma All of Her ed un'operetta Tom Tug, the Waterman, i loro guadagni erano aumentati anche da balletti e canzoni, tuttavia i soldi non erano molti ed il benessere alquanto limitato. Nell'autunno del 1885 Henry lavorò ancora per Carte in Trial by Jury, The Sorcerer, Patience (operetta) e The Pirates of Penzance, quel natale lavorò anche nella pantomima Cinderella al Theatre Royal di Manchester. Nell'estate del 1886 Henry e Louie lavorarono in Erminie e in The Lily of Leoville di Ivan Caryll e Clement Scott al Comedy Theatre, per il resto dell'anno lavorarono alla tournée di Erminie. Al termine di quel tour Henry si trovò senza lavoro e si adattò agli impieghi più strani, rispolverando anche il suo vecchio addestramento artistico per dipingere delle piastre decorative. Alla fine del 1886 trovò un lavoro da corista in The Mikado che si avviava ormai al termine delle repliche dopo aver debuttato al Savoy Theatre.

## Il posto giusto, al momento giusto
All'inizio del 1887 l'attore Eric Lewis, che era il sostituto di George Grossmith Jr. lasciò la compagnia frustrato dalla buona salute del collega che, non cadendo mai ammalato, gli impediva di sostituirlo. Henry venne nominato sostituto di Grossmith al posto suo e quando questi si ammalò una settimana dopo, Henry poté sostituirlo per due settimane in Rudigore allora al suo debutto. Quando Grossmith tornò Henry fu rispedito nel coro, ma dopo quest'esperienza, poté guadagnarsi il ruolo da protagonista nello stesso ruolo a partire dall'aprile del 1887, quando la commedia iniziò il tour, guadagnandosi critiche favorevoli.
Agli inizi della sua carriera Henry veniva segnato in cartellone come "H.A. Henri" per fare il paio con il nome d'arte della moglie, ma durante il 1887 su suggerimento di William Schwenck Gilbert cambiò il suo nome d'arte in "H.A. Lytton" in ricordo della sua vecchia amica Marie Litton e del commediografo e politico Edward Bulwer-Lytton.
Da quel momento fino al 1897 Henry servì Carte come interprete principale di molte delle sue commedie scritte da Gilbert e Sullivan. Oltre alle opere citate precedentemente, che ora interpretava da protagonista, lavorò anche in H.M.S. Pinafore e in The Yeomen of the Guard. In quest'ultima opera, George Grossmith Jr. forniva un finale comico, mentre Henry, seguendo l'esempio del suo collega George Thorne (6 gennaio 1856-24 luglio 1822) faceva morire il suo personaggio di crepacuore alla fine, questa scelta, fu ben accolta sia da Carte che da Gilbert.
Nel 1890 Henry e Carte furono chiamati a New York per sostenere il cast, piuttosto fiacco, di The Gondoliers, sempre di Gilbert e Sullivan. Vennero poi altri ruoli, il reverendo di The Vicarian Bray, il co-primario in Haddon Hall e il capitano in Billie Taylor l'unico lavoro che non era di Gilbert e Sullivan.
Nel 1893 fu il protagonista di Utopia, Limited che debuttò in quell'anno e che venne portata in tour e due anni dopo lavorò in due commedie che non erano di Gilbert e Sullivan, Mirette e The Chieftain nel 1896 lavorò all'ultimo frutto del connubio dei due commediografi The Grand Duke.

## Amori e dolori della scena londinese
Nel 1897 il suo lungo peregrinare per i teatri del paese finì e venne richiamato da Carte a Londra perché sostituisse Grossmith, l'attore era infatti tornato sul palco dopo molti anni, ma la sua interpretazione non era stata buona ed ora serviva un protagonista per His Majesty. Il suo ritorno sulle scene londinesi lo riportò anche a commedie in cui aveva già lavorato, ma non ricoprì gli stessi ruoli, e lo fece scritturare anche per opere in cui non aveva ancora lavorato come La Grande-Duchesse de Gérolstein, un'opera buffa di Jacques Offenbach, The Beauty Stone che debuttò nel 1898, The Lucky Star di Ivan Caryll, The Rose of Persia anch'essa al debutto il 29 novembre del 1899, Ib and Little Christina tratta da una fiaba di Hans Christian Andersen, The Emerald Isle del 1901 e Merrie England, una commedia ambientata nell'epoca elisabettiana del 1902.
Se la carriera andava bene, le finanze invece erano state gravemente dissestate da alcune disavventure teatrali. Nel 1899 Henry ed alcuni soci avevano preso in affitto il Criterion Theatre per rappresentare la farsa di George Arliss The Wilde Rabbit. La produzione venne rappresentata durante un'ondata di caldo e rimase in cartellone soltanto per tre settimane dando una perdita secca di 1.000£ una cifra che, per un attore ancora dalla carriera in divenire, non era indifferente. Più tardi Henry prestò dei soldi a degli amici in difficoltà, essi stavano realizzando un tour di Melnotte la versione lirica di una commedia intitolata The Lady of Lions, anche questa si rivelò una perdita.
Dal 1903 Henry si prese una pausa di qualche anno dalle produzioni di Carte lavorando invece in numeri del Teatro del West End, fu il protagonista di The Girl and the Earl del 1903, un militare in The White Chrysanthemum del 1905, lavorò nel remake di Billie Taylor ricoprendo lo stesso ruolo ed altre, nello stesso periodo partecipò a diversi spettacoli di music-hall esibendosi in sketch comici. Dal 1906 tornò sporadicamente ad esibirsi presso il Savoy Theatre ripercorrendo parti che aveva già interpretato o cambiando ruolo rispetto alle rappresentazioni fatte negli anni precedenti.
In quegli anni scrisse anche una commedia Knights of the Road, oltre a varie altre, che fu rappresentata al Palace Theatre.

## Verso la fine
Dopo il 1909 la compagnia di Carte abbandonò il Savoy, che venne dato in affitto, e le loro produzioni presero a girare per la nazione, e Henry rimase nella compagnia recitando quasi sempre nei ruoli principali nelle commedie che aveva già recitato in passato. In quel periodo l'attore Charles H. Workman, che aveva preso in affitto il Savoy, entrò in contrasto con Gilbert e il risultato fu che al primo venne proibito di recitare o rappresentare opere di Gilbert e Sullivan in Gran Bretagna. Questo fu di nuovo un colpo di fortuna per Henry, infatti è probabile che, in assenza di questo contenzioso, per il tour sarebbe stato scelto Workman invece di lui. Infatti, dopo la morte di Gilbert, Rupert D'Oyly Carte, figlio di Richard, scrisse a Workman nel 1919 chiedendogli se voleva tornare alla compagnia prendendo il posto di Henry. Workman rifiutò.
Con lo scorrere degli anni ad Henry vennero affidati ruoli consoni alla propria età ed alla propria voce, era sempre stato un baritono, che a partire dall'inizio degli anni '20 prese a deteriorarsi e nelle registrazioni di quegli anni le sue performance non sono presenti. Nel 1930 Henry venne insignito del titolo di baronetto, l'unico interprete di Gilbert e Sullivan ad aver avuto questo onore.
Nel 1931, mentre guidava, Henry ebbe un incidente nel quale rimase ferito, mentre il contralto Bertha Lewis (membro della compagnia di Carte) (12 maggio 1887-8 maggio 1931) rimase uccisa. In quell'occasione il suo sostituto Martyn Green ne prese il posto fino al ritorno di Henry avvenuto qualche mese dopo.
L'ultima apparizione teatre di Henry avvenne nel Natale del 1934 quando recitò nella pantomima Aladdin nel Prince of Wales Theatre di Birmingham.
Henry morì a Londra il 15 agosto 1936. Dalla moglie ebbe sette figli, due dei quali morirono durante l'infanzia e uno fu ucciso durante la prima guerra mondiale nel 1918.
Louisa morì nel 1947.